# کالوسترون
کالوسترون (به انگلیسی: Calusterone) با فرمول شیمیایی C21H32O2 یک ترکیب شیمیایی با شناسه پاب‌کم 61708 است. که جرم مولی آن ۳۱۶٫۴۸ گرم بر مول می‌باشد.